# Jaime Gómez
Jaime Gómez, teljes nevén Jaime David Góme Munguía (Manzanillo, 1929. december 29. – Guadalajara, 2008. május 4.) mexikói válogatott labdarúgó, kapus.

## Pályafutása
Pályafutása első, egyben legnagyobb szakaszát a korszak egyeduralkodó mexikói csapatánál, a Guadalajaránál töltötte 1949-től 1964-ig. Ezalatt a másfél évtized alatt hatszoros bajnok és CONCACAF-BL-győztes lett, valamint egyszer megnyerte a kupát, ötször pedig a szuperkupát.
A válogatottal két világbajnokságon (1958, 1962) vett részt Antonio Carbajal cseréjeként. A nemzeti csapatban összesen hat meccs jutott neki a korszak legnagyobb mexikói kapusegyénisége mögött, aki öt vb-részvételével Lothar Matthäus mellett vb-csúcstartó, így Gómeznek csak Carbajal sérülése idején adódott lehetőség.

## Sikerei, díjai
CD Guadalajara
- CONCACAF-bajnokok ligája (1): 1962
- Mexikói bajnok (5): 1956–57, 1958–59, 1959–60, 1960–61, 1961–62, 1963–64
- Mexikói kupa (1): 1962–63
- Mexikói szuperkupa (5): 1957, 1959, 1960, 1961, 1964